# Waltraut Engelberg
Waltraut Engelberg (geb. Duchatsch, verh. Seifert; * 19. August 1929 in Langenbielau, Landkreis Reichenbach, Schlesien; † 22. Oktober 2023 in Berlin) war eine deutsche Germanistin und Mitarbeiterin und Coautorin von Ernst Engelberg.

## Leben und Werk
Waltraut Engelberg studierte in Leipzig, wo sie auch promoviert wurde und als Assistentin von Hans Mayer und Wieland Herzfelde wirkte. Neben der Mitarbeit an den Werken ihres Ehemannes Ernst Engelberg veröffentlichte sie u. a. Aufsätze über Kurt Tucholsky, Ernst Toller, Hans Mayer sowie sprachkritische und satirische Arbeiten. Der Publizist Achim Engelberg ist ihr Sohn. Sie starb am 22. Oktober 2023 im Alter von 94 Jahren in Berlin.

## Werke (Auswahl)
- Künstler und Gesellschaft im Prosawerk Hermann Hesses. Leipzig 1956 (Promotion)
- mit Heinrich Kämpchen: Das Lied des Ruhrkumpels. Verlag des Ministeriums für nationale Verteidigung, Berlin 1960.
- mit Edwin Hoernle: Das Herz muss schlagen. Dietz, Berlin 1963.
- Otto und Johanna von Bismarck. Berlin 1990, ISBN 3-88680-395-3.
- Das private Leben der Bismarcks. Berlin 1998, ISBN 3-88680-648-0.
- Otto von Bismarck. Reichskanzler, Freund, Ehemann und Vater – Aspekte einer facettenreichen Persönlichkeit. Vorträge anläßlich des 100. Todestages am 30. Juli 1998. Veranstaltungsforum der Kester-Haeusler-Stiftung im Kloster Fürstenfeld. Fürstenfeldbruck 1998, ISBN 3-931548-22-8 (Hg., gemeinsam Ernst Engelberg).
- Das private Leben der Bismarcks. München 2014, ISBN 978-3-570-55226-1. (Dieses Buch ist in Zusammenarbeit mit Achim Engelberg entstanden. Es wurden Teile aus älteren Publikationen von Waltraut Engelberg, Otto und Johanna von Bismarck und Das private Leben der Bismarcks, verwendet. Beide Bücher sind ursprünglich im Siedler Verlag erschienen.)